# Клетский
Клетский — хутор в Среднеахтубинском районе Волгоградской области, центр Клетского сельского поселения.
Население 1666 чел. (2010) .

## История
В соответствии с Законом Волгоградской области № 1040-ОД от 5 апреля 2005 года Клетский  возглавил образованное Клетское сельское поселение.

## География
Расположен в 29 км от Волгограда, в 1 км от левого берега рукава Волги Воложка Куропатка на северном берегу озера Клетское.

## Население
| 1970 | 1979  | 1989  | 2010  |
| ---- | ----- | ----- | ----- |
| 4673 | ↗4796 | ↗5126 | ↘1666 |

## Инфраструктура
На хуторе действует почтовое отделение, есть средняя школа и детский сад «Дюймовочка».

## Транспорт
В хутор выполняют регулярные рейсы автобусы с Волжского номер 116, автобусы 152 и 156 с Волгограда